# Rowẕeh-ye Ḩaram
Rowẕeh-ye Ḩaram (persiska: روضه حرم, Rowẕeh-ye Eram, روضه ارم) är en ort i Iran.   Den ligger i provinsen Kerman, i den sydöstra delen av landet, 1 100 km sydost om huvudstaden Teheran. Rowẕeh-ye Ḩaram ligger 297 meter över havet och antalet invånare är 157.
Terrängen runt Rowẕeh-ye Ḩaram är kuperad västerut, men österut är den platt. Runt Rowẕeh-ye Ḩaram är det glesbefolkat, med 8 invånare per kvadratkilometer. Närmaste större samhälle är Manūjān, 9,8 km norr om Rowẕeh-ye Ḩaram. Trakten runt Rowẕeh-ye Ḩaram är ofruktbar med lite eller ingen växtlighet.